# 張坤 (萬曆進士)
張坤（1560年—1589年），字伯簡，號載寰，湖廣承天府鍾祥縣人，民籍，明朝政治人物。

## 生平
萬曆七年（1579年）己卯科湖廣鄉試第六十一名舉人，十一年（1583年）中式癸未科會試第一百二十二名，二甲第二名進士。吏部觀政，本年授礼部主事，十三年升任禮部員外郎，十四年养病，十七年復除员外郎，卒于官。

## 家族
曾祖張泗；祖父張楫，知州；父張勳，冠帶生員。母從氏。重慶下。